# Elecciones municipales de 1999 en Madrid
Las elecciones municipales de 1999 se celebraron en Madrid el domingo 13 de junio, de acuerdo con el Real Decreto de convocatoria de elecciones locales en España dispuesto el 19 de abril de 1999 y publicado en el Boletín Oficial del Estado el día 20 de abril. Se eligieron los 53 concejales del pleno del Ayuntamiento de Madrid mediante un sistema proporcional (método d'Hondt) con listas cerradas y un umbral electoral del 5 %.

## Resultados
La candidatura del Partido Popular (PP), encabezada por el alcalde José María Álvarez del Manzano, obtuvo una nueva mayoría absoluta con 28 concejales (perdió 2 respecto a los comicios de 1995); la candidatura del Partido Socialista Obrero Español (PSOE) encabezada por Fernando Morán, recuperó votos y 4 concejales mientras que la candidatura de Izquierda Unida encabezada por Inés Sabanés, experimentó una pérdida de votos y de 4 concejales respecto a las elecciones anteriores. Los resultados completos se detallan a continuación:
| Candidatura                                              | Candidatura                                              | Votos     | %                               | Concejales                      |
| -------------------------------------------------------- | -------------------------------------------------------- | --------- | ------------------------------- | ------------------------------- |
|                                                          | Partido Popular (PP)                                     | 734 921   | 49,48                           | 28                              |
|                                                          | Partido Socialista Obrero Español (PSOE)                 | 534 700   | 36,00                           | 20                              |
|                                                          | Izquierda Unida Comunidad de Madrid (IU-CM)              | 128 731   | 8,67                            | 5                               |
| Los Verdes (LV)                                          | Los Verdes (LV)                                          | 10 462    | 0,70                            | 0                               |
| Los Verdes-Grupo Verde (LV-GV)                           | Los Verdes-Grupo Verde (LV-GV)                           | 8974      | 0,60                            | 0                               |
| Unión Centrista-Centro Democrático y Social (UC-CDS)     | Unión Centrista-Centro Democrático y Social (UC-CDS)     | 6653      | 0,45                            | 0                               |
| Alianza por la Unidad Nacional (AUN)                     | Alianza por la Unidad Nacional (AUN)                     | 3500      | 0,24                            | 0                               |
| Unión Comunidad de Madrid (UCMA)                         | Unión Comunidad de Madrid (UCMA)                         | 2658      | 0,18                            | 0                               |
| Partido Humanista (PH)                                   | Partido Humanista (PH)                                   | 1906      | 0,13                            | 0                               |
| Partido Regional Independiente Madrileño (PRIM)          | Partido Regional Independiente Madrileño (PRIM)          | 1695      | 0,11                            | 0                               |
| La Falange (FE)                                          | La Falange (FE)                                          | 1580      | 0,11                            | 0                               |
| Partido Comunista de los Pueblos de España (PCPE)        | Partido Comunista de los Pueblos de España (PCPE)        | 1488      | 0,10                            | 0                               |
| Falange Española Independiente (FE(I))                   | Falange Española Independiente (FE(I))                   | 1208      | 0,08                            | 0                               |
| Partido de la Ley Natural (PLN)                          | Partido de la Ley Natural (PLN)                          | 1188      | 0,08                            | 0                               |
| Tierra Comunera-Partido Nacionalista Castellano (TC-PNC) | Tierra Comunera-Partido Nacionalista Castellano (TC-PNC) | 1099      | 0,07                            | 0                               |
| Acción Republicana (AR)                                  | Acción Republicana (AR)                                  | 860       | 0,06                            | 0                               |
| Partido Demócrata Español (PADE)                         | Partido Demócrata Español (PADE)                         | 790       | 0,05                            | 0                               |
| Votos en blanco                                          | Votos en blanco                                          | 43 021    | 2,90                            | n/a                             |
| Votos válidos                                            | Votos válidos                                            | 1 485 434 | 100,00                          | 53                              |
| Votos nulos                                              | Votos nulos                                              | 8656      | Participación: \| \| 60,04 % \| | Participación: \| \| 60,04 % \| |
| Votantes                                                 | Votantes                                                 | 1 494 090 | Participación: \| \| 60,04 % \| | Participación: \| \| 60,04 % \| |
| Electores                                                | Electores                                                | 2 488 296 | Participación: \| \| 60,04 % \| | Participación: \| \| 60,04 % \| |
|                                                          | 60,04 %                                                  |           |                                 |                                 |

## Concejales electos
Relación de concejales electos:
| N.ª | Nombre                                          | Lista | Lista |
| --- | ----------------------------------------------- | ----- | ----- |
| 1   | José María Álvarez del Manzano López del Hierro |       | PP    |
| 2   | Fernando Morán López                            |       | PSOE  |
| 3   | María Mercedes de la Merced Monge               |       | PP    |
| 4   | María Cristina Narbona Ruiz                     |       | PSOE  |
| 5   | Juan Antonio Gómez-Angulo Rodríguez             |       | PP    |
| 6   | Ignacio del Río García de Sola                  |       | PP    |
| 7   | Matilde Fernández Sanz                          |       | PSOE  |
| 8   | María Tardón Olmos                              |       | PP    |
| 9   | Ignacio Díaz Plaza                              |       | PSOE  |
| 10  | Inés Sabanés Nadal                              |       | IU-CM |
| 11  | María Dolores Flores Cerdán                     |       | PP    |
| 12  | Manuel García-Hierro Caraballo                  |       | PSOE  |
| 13  | Adriano García-Loygorri Ruiz                    |       | PP    |
| 14  | Elena de Utrilla Palombi                        |       | PP    |
| 15  | Isabel Vilallonga Elviro                        |       | PSOE  |
| 16  | Pedro Bujidos Garay                             |       | PP    |
| 17  | Joaquín García Pontes                           |       | PSOE  |
| 18  | María Jesús Fraile Fabra                        |       | PP    |
| 19  | Ruth Porta Cantoni                              |       | PSOE  |
| 20  | Sigfrido Herráez Rodríguez                      |       | PP    |
| 21  | Julio Misiego Gascón                            |       | IU-CM |
| 22  | María Antonia Suárez Cuesta                     |       | PP    |
| 23  | Carlos López Rieño                              |       | PSOE  |
| 24  | Miguel Ángel Arauja Serrano                     |       | PP    |
| 25  | Fernando Sánchez Martín                         |       | PSOE  |
| 26  | Simón Viñals Pérez                              |       | PP    |
| 27  | Beatriz María Elorriaga Pisarik                 |       | PP    |
| 28  | Noelia Martínez Espinosa                        |       | PSOE  |
| 29  | Antonio Moreno Bravo                            |       | PP    |
| 30  | Rafael Simancas Simancas                        |       | PSOE  |
| 31  | Alberto López Viejo                             |       | PP    |
| 32  | Justo Calcerrada Bravo                          |       | IU-CM |
| 33  | Marta María Rodríguez-Tarduchy Díez             |       | PSOE  |
| 34  | Eva Durán Ramos                                 |       | PP    |
| 35  | Fernando Martínez Vidal                         |       | PP    |
| 36  | Eugenio Morales Tomillo                         |       | PSOE  |
| 37  | María Begoña Larraínzar Zaballa                 |       | PP    |
| 38  | Felipe Carballo Ríos                            |       | PSOE  |
| 39  | María Carmen Rodríguez Flores                   |       | PP    |
| 40  | María Patrocinio Las Heras Pinilla              |       | PSOE  |
| 41  | María Nieves Sáez de Adana Oliver               |       | PP    |
| 42  | Gerardo del Val Cid                             |       | IU-CM |
| 43  | José Fernández Bonet                            |       | PP    |
| 44  | Rafael Merino López-Brea                        |       | PSOE  |
| 45  | Carmen Torralba González                        |       | PP    |
| 46  | Manuel Conejero Melchor                         |       | PSOE  |
| 47  | María Dolores Navarro Ruiz                      |       | PP    |
| 48  | Carlos Izquierdo Torres                         |       | PP    |
| 49  | Alfredo Marchand Prados                         |       | PSOE  |
| 50  | Luis Asúa Brunt                                 |       | PP    |
| 51  | Silvia Escobar Moreno                           |       | PSOE  |
| 52  | Ángel Garrido García                            |       | PP    |
| 53  | María Luisa Castro Fonseca                      |       | IU-CM |

## Investidura del alcalde
La ley electoral municipal española estableció una cláusula que declara que, si ningún candidato puede reunir una mayoría absoluta de votos de los concejales del pleno municipal para ser investido alcalde en la sesión constitutiva de la nueva corporación, el candidato de la lista más votada sería automáticamente elegido.
José María Álvarez del Manzano, cabeza de lista de la candidatura del Partido Popular, fue reinvestido alcalde de Madrid.